# Cherophobie
Cherophobie (engl. fear of happiness; aus altgriechisch χαίρω chairō, deutsch ‚ich freue mich‘ und φόβος phóbos, deutsch ‚Furcht‘) bezeichnet eine Aversion gegen das Glücklichsein oder auch eine Angst davor, glücklich zu sein.
Ihre individuelle Ausprägung und kulturelle Beeinflussung sowie ihr Zusammenhang mit psychiatrischen Krankheitsbildern wie Gefühlsblindheit und Depression wird gegenwärtig mithilfe psychometrischer Methoden erforscht.

## Beispiel
Friedrich Schillers Ballade Der Ring des Polykrates behandelt das Thema, dass größter Erfolg umso gewisser tiefen Sturz befürchten lässt. 